# AC Sparta Praha/Saison 2016
Dieser Artikel listet Erfolge und Fahrer des Radsportteams AC Sparta Praha in der Saison 2016 auf.

## Zugänge – Abgänge
| Zugänge         | Team 2015        | Abgänge     | Team 2016              |
| --------------- | ---------------- | ----------- | ---------------------- |
| Denis Rugovac   | Team Dukla Praha | Jan Stöhr   | CK Pribram Fany Gastro |
| Tomas Kalojiros | Bauknecht-Author | Pavel Stöhr | CK Pribram Fany Gastro |
| Jakub Krikava   |                  | Petr Fiala  | Unbekannt              |
|                 |                  | Lukas Kobes | Unbekannt              |

## Mannschaft
| Name            | Geburtstag         | Nationalität |
| --------------- | ------------------ | ------------ |
| Martin Červenka | 13. September 1983 | Tschechien   |
| Jindrich Dlask  | 26. Mai 1991       | Tschechien   |
| Tomáš Holub     | 25. September 1990 | Tschechien   |
| Jakub Honzik    | 3. Oktober 1996    | Tschechien   |
| Vojtěch Jonáš   | 23. Oktober 1989   | Tschechien   |
| Tomas Kalojiros | 3. August 1994     | Tschechien   |
| Jakub Krikava   | 10. Januar 1997    | Tschechien   |
| Petr Malan      | 13. Dezember 1995  | Tschechien   |
| Jiří Nesveda    | 14. Mai 1985       | Tschechien   |
| Denis Rugovac   | 3. April 1993      | Tschechien   |
| Jan Ryba        | 25. März 1995      | Tschechien   |
| Václav Viktorin | 11. August 1989    | Tschechien   |